# Tatort: Kressin stoppt den Nordexpress
Kressin stoppt den Nordexpress ist ein deutscher Fernsehfilm von Wolfgang Menge und Rolf von Sydow. Es ist der siebte Film der Tatort-Reihe und die dritte Episode mit Zolloberinspektor Kressin als Hauptdarsteller. Er wurde erstmals am 2. Mai 1971 im Deutschen Fernsehen ausgestrahlt.

## Handlung
Die in Schweden gefassten Schwerverbrecher Brockhoff und Katolli werden in Begleitung der Kriminalbeamten Kaufhold und Markowski mit der Eisenbahn – genauer: dem Nordexpress über Kopenhagen und Puttgarden – von Malmö nach Deutschland überführt, erscheint ein Transport im Flugzeug doch hinsichtlich möglicher Befreiungsaktionen zu heikel. Genau dies jedoch führt der zwielichtige Gangsterboss Sievers im Schilde: Er hat in einem abgelegenen Anwesen eine erkleckliche Schar von Spezialisten zusammengezogen, die emsig die eisenbahntechnischen Aspekte zur Durchführung einer Befreiung der beiden proben: Das Führen einer Lokomotive, die Pflichten eines Zugführers, die Feinheiten des Zugpostfunks, sogar ein Speisewagenkellner ist zugange. Sie alle sollen in einer generalstabsmäßig geplanten Operation die Kontrolle über den Nordexpress erringen und ihn an einer dafür vorgesehenen Stelle auf freier Strecke zum Halten bringen – natürlich in einer Weise, die die restlichen Fahrgäste bis zur eigentlichen Befreiung ahnungslos lässt.
Unterdessen wird Zollfahnder Kressin, der die Ermittlungen in einem Fall von Porno-Schmuggel in Kopenhagen dazu nutzt, sich nebenher mit seiner Freundin Birgit zu vergnügen, von seinem Vorgesetzten dringend nach Köln zurückgerufen; auf dessen Anweisung gleichfalls per Bahn, da eine Flugreise kurzfristig nicht ohne weiteres verfügbar ist. Den letzten Ausschlag für die Bahnreise jedoch gibt eine blonde, junge Frau, die Kressin im Reisebüro auffällt, als sie eine Fahrkarte für den Nordexpress löst. Zufälligerweise sieht er dieselbe Frau später mit einem schweren Koffer aus einem Sex-Shop kommen. Im Zug arrangiert er einen Sitzplatz neben ihr im selben Abteil, ihr Koffer reist unbeobachtet im Nachbarabteil mit. Kressin, Hansdampf in allen Gassen, verwickelt natürlich umgehend Pernille, so der Name der jungen Frau, in ein Gespräch.
Ein Teil von Sievers’ Bande bezieht unterdessen Wartestellung in der Gaststätte des Puttgardener Fährbahnhofs. Die einzelnen Mitglieder arbeiten in unabhängigen Gruppen nach einem genau ausgearbeiteten Zeitplan.
Wenn Kressin nicht gerade Pernille anbaggert, vertreibt er sich die Zeit, indem er im Schreibabteil auf Spesen teure handvermittelte Funktelefongespräche führt. Dabei erfährt er nebenbei von der Zugsekretärin, der er sogleich schöne Augen macht, dass in Hamburg ein Wechsel des Zugpersonals stattfinden wird.
Der Lokführer des Nordexpresses erhält im Bahnhof Puttgarden vom Fahrdienstleiter den Befehl, außerplanmäßig im Bahnhof Heringsdorf zu halten, um den Bundestagsabgeordneten von Stolz auf dessen Reise in die Bundeshauptstadt zusteigen zu lassen. Die Gangster indessen bedrohen im Puttgardener Bahnhof den Bahnhofsvorsteher und verschaffen sich so Zugang zum Stellwerk, dessen diensthabende Mitarbeiter sie überwältigen. Von nun an haben sie die Kontrolle über den gesamten Zugverkehr auf der Strecke.
Nach und nach steigen Sievers’ Leute zu. Sie überwältigen den Zugführer, einer von ihnen, Doppel-Otto, schlüpft in dessen Rolle; ähnlich geht es auch der Zugsekretärin. Der falsche Zugführer komplimentiert die Fahrgäste aus dem ersten Wagen hinter der Lokomotive, in dem auch Brockhoff und Katolli mit ihren Bewachern sitzen, unter einem Vorwand in einen anderen Wagen hinaus. Die Gangster Bruno und Salomon – letzterer afroamerikanischer Abstammung – steigen während der Fahrt mit Hilfe einer klappbaren Leiter durch eine eingeschlagene Scheibe in den hinteren Führerstand der Diesellokomotive ein. Just in diesem Augenblick passiert der Zug eine Gleisbaustelle; ein Bauarbeiter beobachtet den Vorgang, wird aber von seinem Vorarbeiter zunächst nicht ernst genommen („Da is’n Neger auf die Lok geklettert!“ – „Ach was, wenn einer während der Fahrt auf ’ne Lok klettert, dann ist es natürlich ein Neger.“). Auch der Lokführer wird überwältigt, es kommt aber aufgrund dessen heftiger Gegenwehr zu einer Zwangsbremsung. Nachdem Bruno den Platz auf dem Führerstand eingenommen hat, setzt der Zug, nun unter unmittelbarer Kontrolle der Ganoven, seine Fahrt fort.
Wovon Bruno und Salomon nichts ahnen, ist der außerplanmäßige Halt in Heringsdorf. Prompt lassen sie den Zug durchfahren, den Fahrdienstleiter fassungslos, den Abgeordneten erbost hinter sich zurücklassend. Dieser kleine Zwischenfall wird von Kressin vom Zugfenster aus beobachtet. Zwei aus dem ersten Wagen ausquartierte Reisende geben Kressin den entscheidenden Hinweis auf die beiden Strafgefangenen. Weitere Indizien veranlassen Kressin, aus dem Schreibabteil den Zollrat – seinen Vorgesetzten – in Köln anzurufen, dem er verklausuliert Hinweise auf eine mögliche Befreiungsaktion gibt. Die nunmehr falsche Zugsekretärin verplappert sich dabei nichtsahnend, indem sie Kressin, der es besser weiß, vorgibt, bis Köln im Zug mitzufahren. Die Gangster schöpfen bis dahin keinerlei Verdacht.
Kressins Vorgesetzter wird zunächst nicht schlau aus dem Gespräch, schließlich dämmert ihm nach einem Hinweis seiner Sekretärin aber, was Kressin ihm mitteilen wollte. Der Zollrat verständigt die Hamburger Polizei, aber Kommissar Trimmel ist auf einer Dienstreise, so dass dessen Assistent Höffgen sich nach einigen Nachforschungen zur Oberzugleitung aufmacht.
Nun ist guter Rat teuer: Der Zug muss angehalten und die zahlreichen Gangster überwältigt werden. Unabhängig voneinander schmieden Kressin und die Beamten um Höffgen Pläne zur Vereitelung der Tat. Kressin sammelt einige mutige Mitreisende um sich, die Kriminalpolizei will den Zug an der Weiche Cloppenhoff auf ein Nebengleis umleiten, wo ihn eine Hundertschaft der Bereitschaftspolizei erwarten soll. Noch wissen die Ermittler aber nicht, dass das Stellwerk Puttgarden in der Hand der Gangster liegt, und so gelingt es Sievers’ Leuten, im letzten Augenblick die Weiche wieder zurückzustellen und den Zug am Polizeiaufgebot vorbeifahren zu lassen. Durch diese Aktion offenbaren sich aber die Gangster im Stellwerk.
Dies läutet das Ende der geplanten Befreiungsaktion ein. Die Bahnpolizei kann das Stellwerk zurückerobern und die Gangster festnehmen. Schließlich gelingt es auch Kressin und seinen Mitstreitern, die Ganoven im Zug zu überwältigen. Er selbst klettert ebenfalls auf die Lok, befreit den im hinteren Führerstand gefesselten Lokführer und lässt, bis dahin von den Gangstern unbemerkt, von ihm eine Notbremsung durchführen. Danach trifft auch die Bereitschaftspolizei ein und führt die Gangster ab. Brockhoff und Katolli bleiben im Zug, versuchen sich aber mit einer heimlich zugesteckten Pistole zu befreien. Dies wird von den begleitenden Polizisten aber bereits im Ansatz verhindert.
Einzig Pernilles Koffer ist bei der Aktion zu Schaden gekommen: Durch die Notbremsung fiel er aus dem Gepäcknetz zu Boden, öffnete sich und verstreute seinen Inhalt in Form von Pornoheften über das gesamte Zugabteil.
An der für die Befreiung vorgesehenen Stelle der Strecke warten die verbliebenen Gangster nun vergeblich auf den Zug. Sievers selbst setzt sich mit Rolls-Royce und Chauffeur ab.

## Hintergrund
Der Film bietet neben einer James-Bond-Parodie Einblicke in den Eisenbahnbetrieb der 1970er-Jahre. Es werden Aspekte der Stellwerks- und Zugleittechnik sowie des Fahrdienstes beleuchtet. Daneben sind der Eisenbahnfährbetrieb Rødby–Puttgarden und zahlreiche mittlerweile historische Lokomotiven und Reisezugwagen – wenngleich auch nicht immer in ganz stimmigen Zusammenstellungen – zu sehen, darunter die Lok 221 112-6 der DB-Baureihe V 200.1.
Schlagersängerin Gitte Hænning gibt zu Beginn des Films eine schauspielerische Darbietung als Kressins Freundin Birgit.

## Einschaltquote
Die Erstausstrahlung von Kressin stoppt den Nordexpress am 2. Mai 1971 erreichte einen Marktanteil von 49,0 Prozent für das Erste Deutsche Fernsehen.

## Drehorte
Dem Thema geschuldet wurde der Film an zahlreichen Originalschauplätzen gedreht. In erster Linie seien hier verschiedene Bahnhöfe entlang der Strecke des Nordexpress, insbesondere der Fährbahnhof Puttgarden, genannt. Die Außenaufnahmen des Zuges wurden auf der Insel Fehmarn im Verlauf der Bahnstrecke Puttgarden-Lübeck gedreht. Die sogenannte „Weiche Cloppenhoff“ ist tatsächlich die Abzweigung der ehemaligen Inselbahn Fehmarn von der Hauptstrecke in Höhe Burg West. Die von der Bande zur Befreiung vorgesehene Stelle  befindet sich in Wirklichkeit im Bahnhof Köln-Dellbrück.

## Musik
Nicht nur die bekannte Erkennungsmelodie, auch die gesamte weitere Filmmusik wurde von Klaus Doldinger komponiert. Neben weiteren Themen kommt hier das Tatort-Motiv vielfach abgewandelt zum Einsatz.

## Kritik
„Ein witziger, spannender und deshalb auch ein hervorragender Tatort-Krimi, dessen Qualität im Laufe der folgenden Jahre selten erreicht wurde.“

## Veröffentlichung
Der Film ist 2009 bei Disney auf einer Einzel-DVD erschienen.